# Assam State Zoo
Koordinaten: 26° 9′ 48″ N, 91° 47′ 12″ O

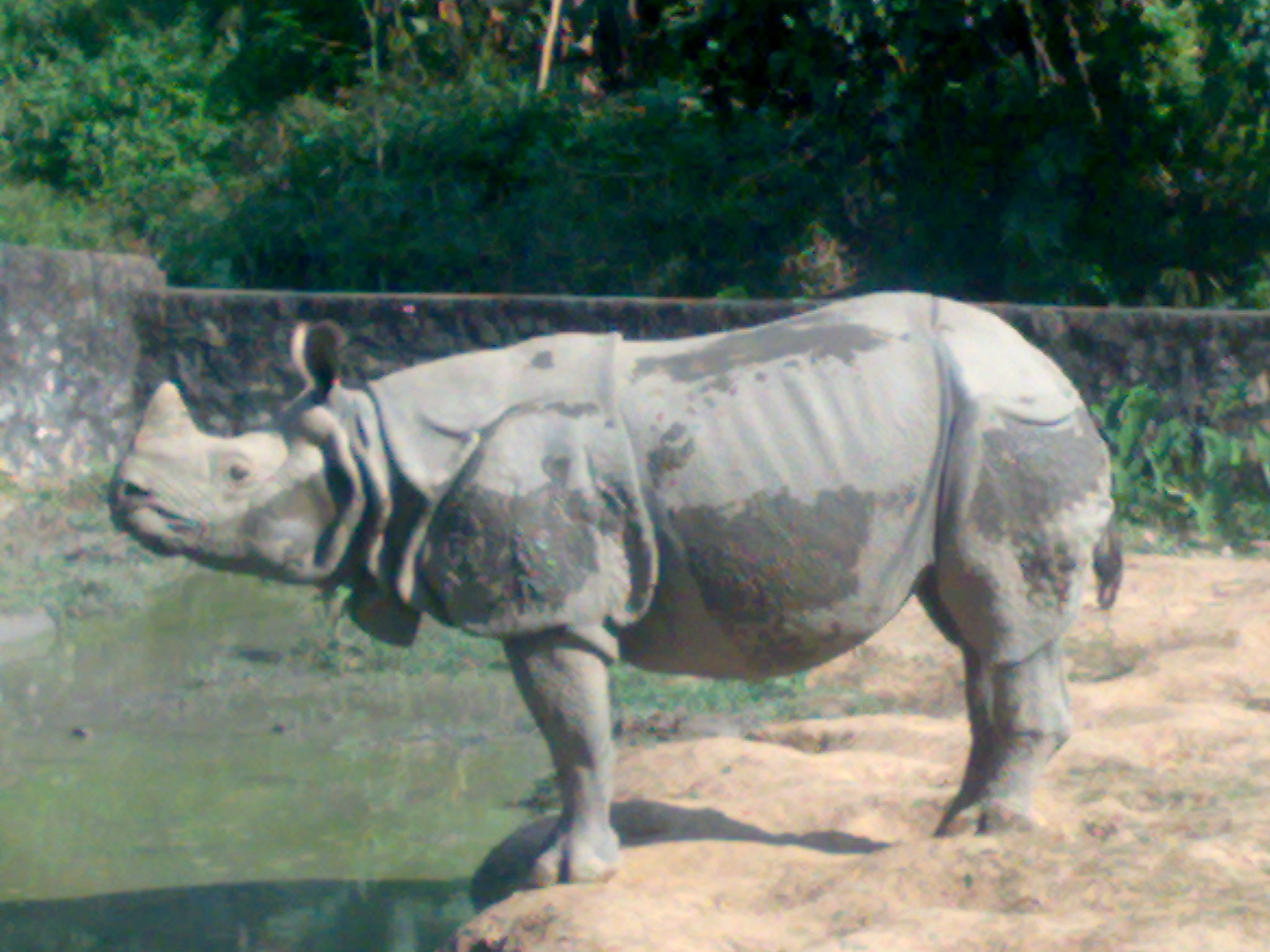
Panzernashorn im Zoo, das Staatstier des Bundesstaates Assam

Der Assam State Zoo, auch als Assam State Zoo cum Botanical Garden oder  Guwahati Zoo bekannt, ist ein Zoo in der Stadt Guwahati im indischen Bundesstaat Assam. Er umfasst eine Gesamtfläche von ca. 175 Hektar und enthält neben den Anlagen für Tiere auch ausgedehnte botanische Anlagen.

## Geschichte
Im Jahr 1957 wurde ein kleiner Tierpark mit 42 Tieren in 22 Arten auf einer parkartigen Fläche in Guwahati angelegt und im folgenden Jahr für das Publikum zugänglich gemacht. Kurz darauf wurden auch botanische Anlagen hinzugefügt. Aufgrund des starken Publikumsinteresses wurden viele weitere exotische Tiere angeschafft. Mit der Zeit verlagerte sich der Schwerpunkt jedoch auf einheimische Arten und die Rolle des Zoos als ein Ex-situ-Erhaltungszentren gewann an Bedeutung. Mehrere Nachzuchtprogramme einiger von Aussterben bedrohter Arten wurden begonnen. Besonders erfolgreich ist der Zoo bei der Nachzucht des Panzernashorns (Rhinoceros unicornis). Im Jahr 1982 wurde im Assam State Zoo ein Botanischer Garten auf der hügeligen, östlichen Seite des Geländes gegründet und beide Anlagen zusammen umfassten eine Fläche von 130 Hektar. Der Vegetationstyp ist eine Mischung aus tropisch feuchten, immergrünen Laubwäldern, Bambuswäldern, einer Teakholzplantage sowie Bereichen mit hohem Gras. 2002 wurden weitere 45 Hektar eines waldreichen Geländes dem Zoo hinzugefügt, sodass die Gesamtfläche nun 175 Hektar beträgt.

## Tierbestand
Im Assam State Zoo werden ca. 900 Exemplare an Säugetieren, Reptilien und Vögeln aller Kontinente in etwas über 100 Arten gezeigt. Einen Schwerpunkt bildet dabei die Ausstellung der heimischen Fauna. Es wird Wert darauf gelegt, dass die Anlagen so gestaltet sind, dass sie den natürlichen Lebensräumen der Tiere ähneln. Nachfolgende Bilder zeigen einige Tierarten aus dem Bestand des Zoos der Jahre 2006 bis 2017.

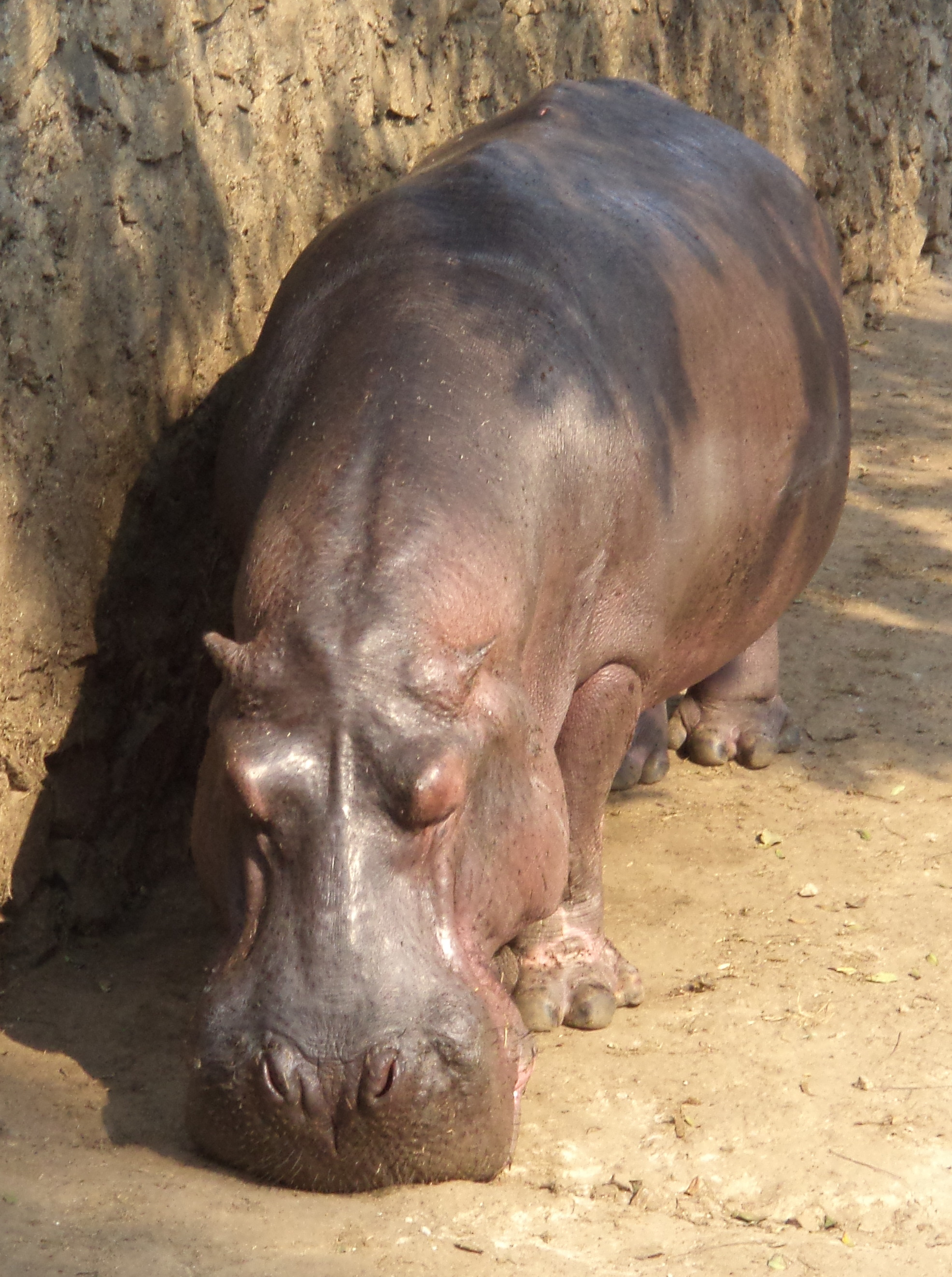
Flusspferd (Hippopotamus amphibius)
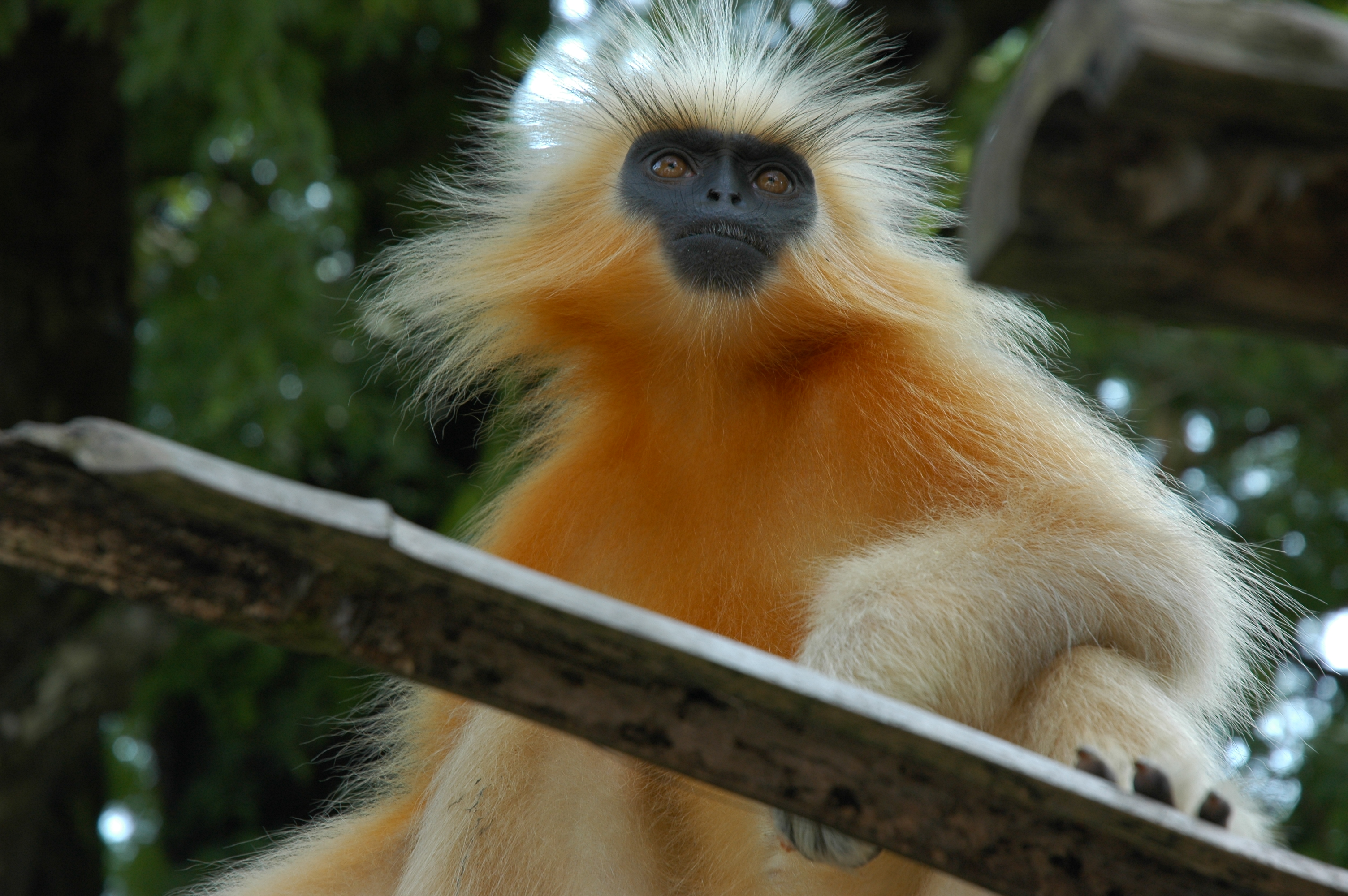
Goldlangur (Trachypithecus geei)
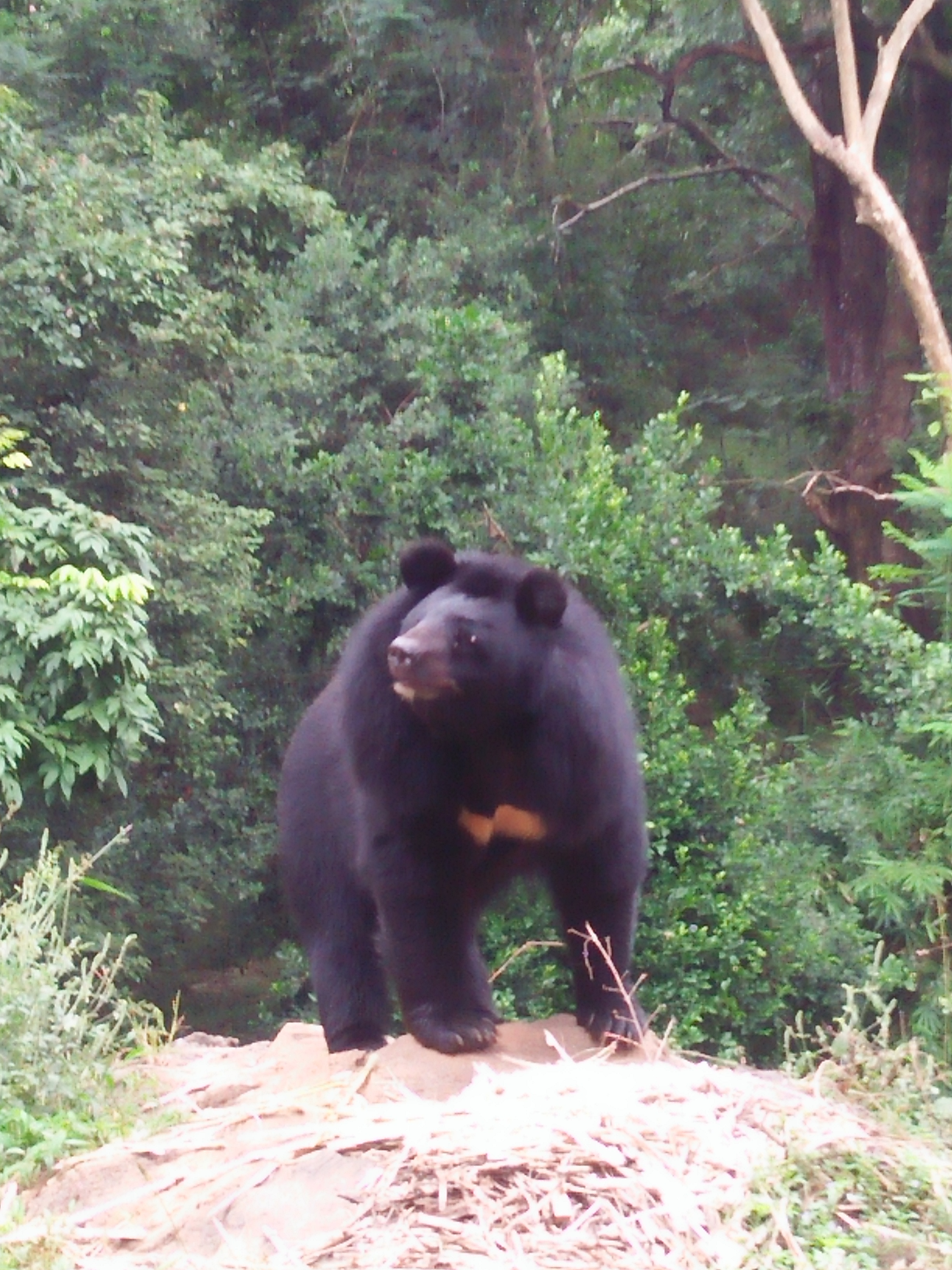
Kragenbär (Ursus thibetanus)
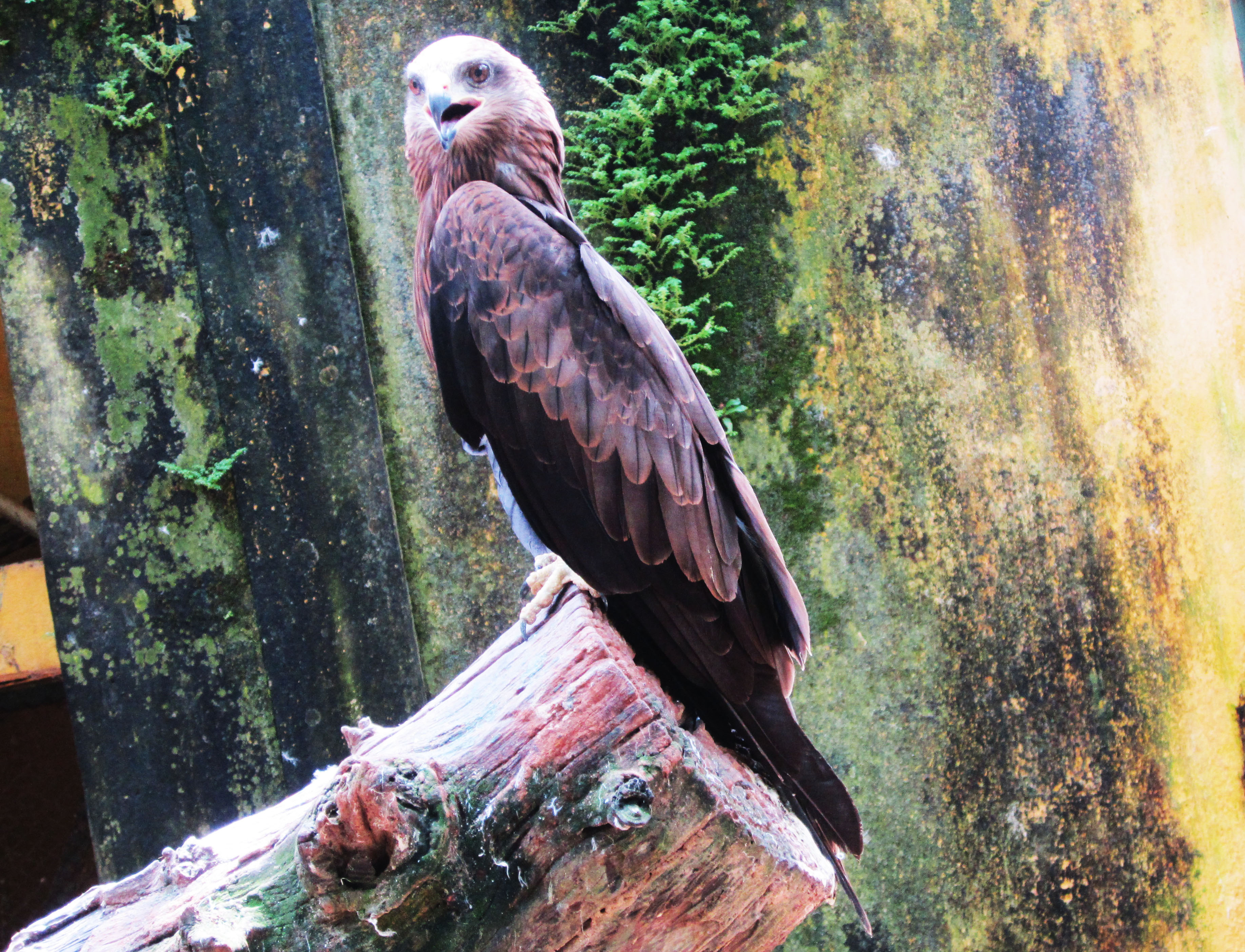
Steppenadler (Aquila nipalensis orientalis)

## Weitere Einrichtungen
Der Wirtschaftshof des Assam State Zoos, in dem das Futter für die Tiere aufbewahrt und eingeteilt wird, führt sehr detaillierte Listen über den täglichen Futterbedarf der Individuen. Beispielsweise setzen sich die Hauptfuttermittel für ein Flusspferd täglich aus 150 kg an verschiedenen Gräsern, 3 kg Kohl und 1 kg Möhren zusammen. Ein weißer Tiger erhält 10 kg Rindfleisch einschließlich Knochen (im Winter 12 kg) täglich sowie zusätzlich an jedem dritten Tag 0,25 kg Rinderleber. Steppenadler erhalten 0,4 kg Hammelfleisch mit Knochen pro Tag, während eine große Pythonschlange an 39 Wochen im Jahr je ein 0,6 kg schweres Huhn als Nahrung erhält.
Der Zoo verfügt auch über ein Tierkrankenhaus. Dort wird auch sorgsam eine Liste mit den Impfdaten sowie für durchgeführte Entwurmungen geführt. In Schulungsräumen können sich Besucher über Details zu einzelnen Tierarten informieren.